# World on Fire (Yngwie Malmsteen)
World on Fire è il diciassettesimo album in studio del chitarrista heavy metal Yngwie Malmsteen, pubblicato nel 2016.

## Tracce
1. World on Fire – 4:31
2. Sorcery – 2:18
3. Abandon – 2:19
4. Top Down, Foot Down – 4:17
5. Lost in the Machine – 5:16
6. Largo – 5:13
7. No Rest for the Wicked – 3:11
8. Soldier – 5:33
9. Duf 1220 – 3:17
10. Abandon (Slight Return) – 2:31
11. Nacht Musik – 5:56